# Acalolepta bicolor
Acalolepta bicolor là một loài bọ cánh cứng trong họ Cerambycidae.